# Villaselán
Villaselán – gmina w Hiszpanii, w prowincji León, w Kastylii i León, o powierzchni 56,52 km². W 2011 roku gmina liczyła 225 mieszkańców.